# Wrocławskie Towarzystwo Gitarowe
Wrocławskie Towarzystwo Gitarowe (WTG) - Organizacja non-profit powstała w marcu 2001 roku, z inicjatywy wrocławskich muzyków i przychylności miejskich instytucji kulturalnych.
Jego statutowe cele to szeroko pojęta popularyzacja muzyki gitarowej oraz promowanie utalentowanych gitarzystów przede wszystkim związanych z Wrocławiem i Dolnym Śląskiem. Od chwili powstania skupia ono w swych szeregach najwybitniejszych artystów, pedagogów (w tym przedstawicieli środowiska akademickiego) oraz miłośników gitary z całego regionu.
Towarzystwo jest organizatorem szeregu wydarzeń artystycznych, z których najważniejszym jest Wrocławski Festiwal Gitarowy GITARA +, organizowany od 1998 r. Jest to międzynarodowa impreza odbywająca się co roku jesienią, a jej historię tworzą koncerty takich światowych gwiazd muzyki jak: Paco de Lucía, John McLaughlin, Chick Corea, Kenny Garrett, Christian McBride, Al Di Meola, Aniello Desiderio, Costas Cotsiolis, Zoran Dukić, Pavel Steidl, Jesse Cook, Tomatito, Josho Stephan, Dmitrij Illarionov, Alexander Swete, Duo Kaltchev, Trio Balkan Strings. 
Innym ważnym wydarzeniem organizowanym przez WTG i mającym wieloletnią tradycję jest Letni Kurs Gitary w Krzyżowej. Jego głównym założeniem jest nauka gry na gitarze, dlatego podczas festiwalu odbywają się liczne lekcje mistrzowskie i warsztaty, nie brakuje jednak także i koncertów gitarowych. W ciągu swojej kilkunastoletniej działalności WTG organizowało również inne imprezy cykliczne, takie jak: Nyska Jesień Gitarowa czy Podróże po Strunach, a także konkursy gitarowe oraz trasy koncertowe polskich i zagranicznych muzyków. 
WTG prowadzi również działalność wydawniczą. W 2010 roku wydało składankę zatytułowaną „GITARA”, zawierającą utwory artystów, którzy wystąpili w ramach 13. Wrocławskiego Festiwalu Gitarowego GITARA 2010 (m.in. Tommy Emmanuel, Jesse Cook, Louis Winsberg, Martin Taylor, Marek Napiórkowski i wielu innych). Najnowszym wydawnictwem Towarzystwa jest płyta „Flamenko Bueno” – kompilacja, na której znajdują się utwory kojarzone z flamenco i szeroko pojętą muzyką świata. Kompozycje takich mistrzów jak: Cañizares, Paco de Lucía, Gerardo Nuñez, Chano Dominguez czy Tomatito, a także utwory polskich zespołów Danza del Fuego i Que Passa. 

## Zarząd
- Katarzyna Krzysztyniak
- Krzysztof Pełech
- Grzegorz Joachimiak

## Prezesi
- Marek Długosz (2001 - 2008)
- Katarzyna Krzysztyniak (od 2008)